# Vuelta a España 2024/4. Etappe
Die 4. Etappe der Vuelta a España 2024 fand am 20. August 2024 statt. Sie endete mit der ersten Bergankunft der 79. Austragung des spanischen Etappenrennens. Die Strecke führte von Plasencia über 170,4 Kilometer auf die Pico Villuercas, wo sich das Ziel auf einer Höhe von 1550 Metern befand. Nach der Etappe hatten die Fahrer 567,6 Kilometer absolviert, was 17,19 % der Gesamtdistanz entspricht.
Den Etappensieg sicherte sich Primoz Roglic (Red Bull–Bora–Hansgrohe) im Sprint vor Lennert Van Eetvelt (Lotto Dstny) und João Almeida (UAE Team Emirates). Zudem übernahm der Slowene das Rote Trikot von Wout van Aert (Team Visma-Lease a Bike).

## Streckenverlauf
Nach dem offiziellen Start führté die Strecke ins nördliche Villar de Plasencia, ehe die Straße bereits an 14,7 Kilometern zu steigen begann. Die Fahrer nahmen nun den Puerto de Cabezabellosa (938 m) in Angriff, der auf einer Länge von 9,2 Kilometern eine durchschnittliche Steigung von 5,4 % aufwies. Auf der Kuppe, die bei Kilometer 23,9 passiert wurde, wurde eine Bergwertung der 2. Kategorie abgenommen. Die anschließende Abfahrt führte das Fahrerfeld über die CC-51 auf die N-110, ehe die Fahrer kurz drauf links auf die CC-86 abbogen und die Auffahrt nach Piornal erfolgte. Unter dem Namen Alto de Pioral (1195 m) wurde hier bei Kilometer 54,1 eine Bergwertung der 1. Kategorie abgenommen. Der 13,9 Kilometer lange Anstieg wies dabei eine Durchschnittsteigung von 5,6 % auf. Über die CC-139 und CC-31.3 ging es im Anschluss bergab nach Jaraíz de la Vera, das nach etwa 70 Kilometern erreicht wurde. Nun folgten 40 flache Kilometer, die die Fahrer über das südlichere Almaraz zu den Ausläufern der Sierra de Villuercas führten. Mit dem Puerto de Miravete (668 m) wurde nach 123,4 Kilometern eine Bergwertung der 3. Kategorie überquert, auf der auch Zeitbonifikationen vergeben wurden. Die Fahrer befanden sich nun auf einem Hochplateau, auf dem sie über Deleitosa und Retamosa nach Roturas gelangten. Hier wurde bei Kilometer 155 der einzige Zwischensprint ausgefahren, ehe kurz darauf der Schlussanstieg begann.
Die Auffahrt auf die Pico Villuercas war 14,6 Kilometer lang und wies eine durchschnittliche Steigung von 6,2 % auf. Der Anstieg ließ sich jedoch in drei Abschnitte einteilen. Die ersten 9,5 Kilometer verliefen auf der flacheren CC-121, die großteils Kilometerschnitte von weniger als 5 % aufwies. Im Anschluss bogen die Fahrer links auf eine schmale Betonstraße ab, die auch als Collado de Ballesteros (1415 m) bezeichnet wird. Hier lagen die Steigungsprozente jenseits der 10 %-Marke, wobei Kilometerschnitte von 16 % und Rampen von bis zu 20 % befahren werden mussten. Nach den drei steilen Kilometern bogen die Fahrer rechts auf eine gut ausgebaute Straße ab, die auf den letzten beiden Kilometern zum Zielbereich führten. Der vorletzte Kilometer war dabei deutlich flacher als der letzte, der erneut Steigungsprozente jenseits der 10 %-Marke beinhaltete. Die Auffahrt galt als Anstieg der 1. Kategorie.
|                            | Ort                     | Kilometer | Länge (km) | Höhe (m) | Ø Steigung | max. Steigung |
| -------------------------- | ----------------------- | --------- | ---------- | -------- | ---------- | ------------- |
| neutralisierter Start      | Plasencia               | −6,2      |            |          |            |               |
| offizieller Start          | N-630                   | 0         |            |          |            |               |
| Bergwertung (2. Kategorie) | Puerto de Cabezabellosa | 23,9      | 9,2        | 938      | 5,4 %      |               |
| Bergwertung (1. Kategorie) | Alto de Piornal         | 54,1      | 13,9       | 1195     | 5,6 %      | 11 %          |
| Bergwertung (3. Kategorie) | Puerto de Miravete      | 123,4     | 8          | 668      | 4,5 %      |               |
| Bonussprint                | Puerto de Miravete      | 123,4     |            |          |            |               |
| Zwischensprint             | Roturas                 | 155       |            |          |            |               |
| Bergwertung (1. Kategorie) | Pico Villuercas         | 170,4     | 14,6       | 1550     | 6,2 %      | 20 %          |
| Ziel                       | Pico Villuercas         | 170,4     |            |          |            |               |

## Rennverlauf
Unmittelbar nachdem das Rennen freigegeben worden war, kam es im Hauptfeld zu den ersten Angriffen, wobei sich die Ausreißergruppe erst im Anstieg des Puerto de Cabezabellosa (938 m) lösen konnte. Sylvain Moniquet (Lotto Dstny) führte vor Filippo Zana (Jayco AlUla) und Mikel Bizkarra (Euskaltel-Euskadi) über die erste Bergwertung des Tages. Ebenfalls in der Spitzengruppe vertreten waren Bruno Armirail (Decathlon AG2R La Mondiale) und Pablo Castrillo (Kern Pharma), die mit 31 bzw. 42 Sekunden Rückstand die bestplatzierten Fahrer in der Gesamtwertung waren. In der ersten Abfahrt kam es im Hauptfeld zu einem Sturz in den auch Thymen Arensman (Ineos Grenadiers) und seine Teamkollegen Laurens De Plus und Óscar Rodríguez involviert waren. Die gestürzten Fahrer konnten das Rennen jedoch rasch wieder aufnehmen.
Nachdem sich die Rennsituation beruhigt hatte, begann die Auffahrt auf die Alto de Piornal (1195 m), wo sich Sylvain Moniquet bei der ersten Bergwertung der 1. Kategorie 10 Punkte sicherte. Der Belgier übernahm somit virtuell die Führung in der Sonderwertung. Die weiteren Punkte gingen an Filippo Zana, Bruno Armirail, Mikel Bizkarra und Pablo Castrillo. Zwischenzeitlich hatten die Ausreißer einen maximalen Vorsprung von rund vier Minuten herausfahren können, der nach der Abfahrt aufgrund der Nachführarbeit der Red Bull–Bora–Hansgrohe-Mannschaft sukzessive abnahm. Rund 50 Kilometer vor dem Ziel führte Bruno Armirail vor Filippo Zana und Sylvain Moniquet über den Puerto de Miravete (668 m) und sicherte sich so die meisten Zeitbonifikationen, die bei der Bergwertung der 3. Kategorie vergeben wurden. Wenige Kilometer später setzte sich der Franzose gemeinsam mit Pablo Castrillo von der Ausreißergruppe ab. Nachdem die zurückgefallenen Ausreißer vom Hauptfeld gestellt worden waren, ging es zum einzigen Zwischensprint in Roturas, wo sich Pablo Castrillo vor Bruno Armirail die meisten Punkte sicherte. Dahinter setzte sich Kaden Groves (Alpecin-Deceuninck) im Kampf um Platz drei vor dem gesamtführenden Wout van Aert (Visma-Lease a Bike) durch und reduzierte somit seinen Rückstand in der Punktewertung. Im Anschluss ließ sich Wout van Aert zurückfallen, da das Tempo in der Anfahrt auf den Schlussanstieg rapide zunahm.
Rund fünf Kilometer vor dem Ziel erreichten die Fahrer die steilen Rampen des Collado de Ballesteros (1415 m), ehe es weiter auf die Pico Villuercas ging. Hier trat Pavel Sivakov (UAE Team Emirates) mehrmals an, wodurch sich das ohnehin dezimierte Fahrerfeld in die Länge zog. Kurz darauf wurden die beiden verbliebenen Ausreißer gestellt. Nachdem nur noch neun Fahrer in der ersten Gruppe vertreten waren, forcierte Felix Gall (Decathlon AG2R La Mondiale) vier Kilometer vor dem Ziel das Tempo und fuhr eine kleine Lücke heraus. Mit seinem Teamkollegen Ben O’Connor, sowie Adam Yates (UAE Team Emirates), Cian Uijtdebroeks (Visma-Lease a Bike), Richard Carapaz (EF Education-EasyPost), Daniel Felipe Martínez, Alexander Wlassow (beide Red Bull–Bora–Hansgrohe), Thymen Arensman und Mattias Skjelmose Jensen (Lidl-Trek) waren zu diesem Zeitpunkt bereits bekannte Gesamtklassement-Fahrer zurückgefallen. Rund drei Kilometer vor dem Ziel schlossen mit Primož Roglič (Red Bull–Bora–Hansgrohe), Enric Mas (Movistar) und Lennert Van Eetvelt (Lotto Dstny) drei Fahrer zu Felix Gall auf, während sich dahinter kleinere Gruppen formierten, die nur durch wenige Sekunden getrennt waren. Kurz vor dem Collado de Ballesteros fiel auch Felix Gall zurück, womit nur noch drei Fahrer an der Spitze des Rennens vertreten waren. Nun flachte die Straße etwas ab und João Almeida (UAE Team Emirates) konnte gemeinsam mit Felix Gall und Matthew Riccitello (Israel-Premier Tech) den Kontakt zu erster Gruppe herstellen. Da keiner der Fahrer die Führungsarbeit übernehmen wollte, schaffte auch Mikel Landa (Soudal Quick-Step) den Sprung in die Spitzengruppe und trat auf dem letzten Kilometer als erster an. Lennert Van Eetvelt hängte sich an das Hinterrad des Spaniers und ging rund 100 Meter vor dem Ziel an ihm vorbei, ehe er sich zu früh als Sieger ahnte und die Hände zum Jubeln vom Lenker nahm. Auf den letzten Metern jedoch schob Primož Roglič sein Rad an dem jungen Belgier vorbei und gewann seine insgesamt 13. Vuelta-a-España-Etappe. Platz drei und somit die verbliebenen Zeitbonifikationen gingen an João Almeida, wobei auch Enric Mas, Felix Gall, Matthew Riccitello und Mikel Landa mit der Zeit des Siegers gewertet wurden. Nach der ersten Gruppe erreichte Antonio Tiberi (Bahrain Victorious) das Ziel als Achter, wobei er 18 Sekunden verlor. Dahinter folgten George Bennett (Israel-Premier Tech), Pavel Sivakov und der Vorjahressieger Sepp Kuss (Visma-Lease a Bike) die allesamt 28 Sekunden einbüßten. Alexander Wlassow und Lorenzo Fortunato (Astana Qazaqstan) überquerten die Ziellinie mit 38 Sekunden Rückstand, ehe Andreas Kron (Lotto Dstny) und David Gaudu (Groupama-FDJ) mit 40 Sekunden Rückstand folgten. Mattias Skjelmose Jensen und Carlos Rodríguez (Ineos Grenadiers) bleiben knapp unterhalb der 1-Minuten-Marke, während Ben O’Connor, Richard Carapaz, Adam Yates und Cian Uijtdebroeks mehr als eine Minute auf den Etappensieger einbüßten. Zu den Verlierern des Tages zählte Thymen Arensman der das Ziel mit einem Rückstand von mehr als zweieinhalb Minuten erreichte. Noch mehr Zeit verloren Max Poole (dsm-firmenich PostNL), Daniel Felipe Martínez, Giulio Ciccone und Tao Geoghegan Hart (beide Lidl-Trek).
Mit seinem Etappensieg übernahm Primož Roglič die Gesamtführung von Wout van Aert und liegt nun acht Sekunden vor João Almeida. Auf dem dritten Gesamtrang folgt Enric Mas mit einem Rückstand von 32 Sekunden. Der Gesamtvierte Antonio Tiberi führt nun die Nachwuchswertung an, wobei sein Vorsprung auf Lennert Van Eetvelt nur drei Sekunden beträgt. Auf den nachfolgenden Plätzen folgen Felix Gall, Brandon McNulty (UAE Team Emirates), Mattias Skjelmose Jensen, Mikel Landa und Alexander Wlassow, der bereits eine Minute zurückliegt. Der Vorjahressieger Sepp Kuss liegt nach der ersten Bergankunft auf der 13. Gesamtrang mit einem Rückstand von einer Minute und 14 Sekunden. Wout van Aert verteidigte seine Führung in der Punktewertung, während Sylvain Moniquet die Führung in der Bergwertung übernahm. Das UAE Team Emirates liegt weiterhin an der Spitze der Mannschaftswertung. Pablo Castrillo wurde zum aktivsten Fahrer gewählt. Trotz der teils hohen Temperaturen erreichten alle 175 Starter das Ziel.

## Ergebnis
| \| Etappenergebnis \| Etappenergebnis \| Etappenergebnis \| Etappenergebnis \| Etappenergebnis \| \| Fahrer \| Fahrer \| Land \| Team \| Zeit \| \| --------------- \| ------------------- \| ------------------ \| -------------------------- \| --------------- \| \| 1. \| Primož Roglič \| Slowenien \| Red Bull-Bora-Hansgrohe \| 4 h 26 min 49 s \| \| 2. \| Lennert Van Eetvelt \| Belgien \| Lotto Dstny \| + 0 s \| \| 3. \| João Almeida \| Portugal \| UAE Team Emirates \| + 0 s \| \| 4. \| Enric Mas \| Spanien \| Movistar Team \| + 0 s \| \| 5. \| Felix Gall \| Österreich \| Decathlon-AG2R La Mondiale \| + 0 s \| \| 6. \| Matthew Riccitello \| Vereinigte Staaten \| Israel-Premier Tech \| + 0 s \| \| 7. \| Mikel Landa \| Spanien \| Soudal Quick-Step \| + 0 s \| \| 8. \| Antonio Tiberi \| Italien \| Bahrain Victorious \| + 18 s \| \| 9. \| George Bennett \| Neuseeland \| Israel-Premier Tech \| + 28 s \| \| 10. \| Pavel Sivakov \| Frankreich \| UAE Team Emirates \| + 28 s \| |                     |                    |                            |                 |
| |                     |                    |                            |                 |
| Quelle: ProCyclingStats |                     |                    |                            |                 |
| Etappenergebnis |                     |                    |                            |                 |
| Fahrer | Fahrer              | Land               | Team                       | Zeit            |
| 1. | Primož Roglič       | Slowenien          | Red Bull-Bora-Hansgrohe    | 4 h 26 min 49 s |
| 2. | Lennert Van Eetvelt | Belgien            | Lotto Dstny                | + 0 s           |
| 3. | João Almeida        | Portugal           | UAE Team Emirates          | + 0 s           |
| 4. | Enric Mas           | Spanien            | Movistar Team              | + 0 s           |
| 5. | Felix Gall          | Österreich         | Decathlon-AG2R La Mondiale | + 0 s           |
| 6. | Matthew Riccitello  | Vereinigte Staaten | Israel-Premier Tech        | + 0 s           |
| 7. | Mikel Landa         | Spanien            | Soudal Quick-Step          | + 0 s           |
| 8. | Antonio Tiberi      | Italien            | Bahrain Victorious         | + 18 s          |
| 9. | George Bennett      | Neuseeland         | Israel-Premier Tech        | + 28 s          |
| 10. | Pavel Sivakov       | Frankreich         | UAE Team Emirates          | + 28 s          |

## Gesamtstände
| \| Gesamtwertung \| Gesamtwertung \| Gesamtwertung \| Gesamtwertung \| Gesamtwertung \| \| Fahrer \| Fahrer \| Land \| Team \| Zeit \| \| ------------- \| ------------------- \| ------------------ \| -------------------------- \| ---------------- \| \| 1. \| Primož Roglič \| Slowenien \| Red Bull-Bora-Hansgrohe \| 14 h 33 min 08 s \| \| 2. \| João Almeida \| Portugal \| UAE Team Emirates \| + 8 s \| \| 3. \| Enric Mas \| Spanien \| Movistar Team \| + 32 s \| \| 4. \| Antonio Tiberi \| Italien \| Bahrain Victorious \| + 38 s \| \| 5. \| Lennert Van Eetvelt \| Belgien \| Lotto Dstny \| + 41 s \| \| 6. \| Felix Gall \| Österreich \| Decathlon-AG2R La Mondiale \| + 47 s \| \| 7. \| Brandon McNulty \| Vereinigte Staaten \| UAE Team Emirates \| + 50 s \| \| 8. \| Mattias Skjelmose \| Dänemark \| Lidl-Trek \| + 58 s \| \| 9. \| Mikel Landa \| Spanien \| Soudal Quick-Step \| + 58 s \| \| 10. \| Alexander Wlassow \| Neutrales Banner \| Red Bull-Bora-Hansgrohe \| + 1 min 00 s \| |                     |                    |                            |                  |
| |                     |                    |                            |                  |
| Quelle: ProCyclingStats |                     |                    |                            |                  |
| Gesamtwertung |                     |                    |                            |                  |
| Fahrer | Fahrer              | Land               | Team                       | Zeit             |
| 1. | Primož Roglič       | Slowenien          | Red Bull-Bora-Hansgrohe    | 14 h 33 min 08 s |
| 2. | João Almeida        | Portugal           | UAE Team Emirates          | + 8 s            |
| 3. | Enric Mas           | Spanien            | Movistar Team              | + 32 s           |
| 4. | Antonio Tiberi      | Italien            | Bahrain Victorious         | + 38 s           |
| 5. | Lennert Van Eetvelt | Belgien            | Lotto Dstny                | + 41 s           |
| 6. | Felix Gall          | Österreich         | Decathlon-AG2R La Mondiale | + 47 s           |
| 7. | Brandon McNulty     | Vereinigte Staaten | UAE Team Emirates          | + 50 s           |
| 8. | Mattias Skjelmose   | Dänemark           | Lidl-Trek                  | + 58 s           |
| 9. | Mikel Landa         | Spanien            | Soudal Quick-Step          | + 58 s           |
| 10. | Alexander Wlassow   | Neutrales Banner   | Red Bull-Bora-Hansgrohe    | + 1 min 00 s     |

| Punktewertung | Punktewertung       | Punktewertung | Punktewertung              | Punktewertung |
| Fahrer        | Fahrer              | Land          | Team                       | Punkte        |
| ------------- | ------------------- | ------------- | -------------------------- | ------------- |
| 1.            | Wout van Aert       | Belgien       | Team Visma \| Lease a Bike | 111 P.        |
| 2.            | Kaden Groves        | Australien    | Alpecin-Deceuninck         | 105 P.        |
| 3.            | Luis Ángel Maté     | Spanien       | Euskaltel-Euskadi          | 35 P.         |
| 4.            | Corbin Strong       | Neuseeland    | Israel-Premier Tech        | 35 P.         |
| 5.            | Jon Aberasturi      | Spanien       | Euskaltel-Euskadi          | 34 P.         |
| 6.            | Ibon Ruiz           | Spanien       | Equipo Kern Pharma         | 34 P.         |
| 7.            | Lennert Van Eetvelt | Belgien       | Lotto Dstny                | 33 P.         |
| 8.            | Mathias Vacek       | Tschechien    | Lidl-Trek                  | 32 P.         |
| 9.            | Pavel Bittner       | Tschechien    | Team dsm-firmenich PostNL  | 31 P.         |
| 10.           | Primož Roglič       | Slowenien     | Red Bull-Bora-Hansgrohe    | 28 P.         |

| Bergwertung | Bergwertung         | Bergwertung | Bergwertung                | Bergwertung |
| Fahrer      | Fahrer              | Land        | Team                       | Punkte      |
| ----------- | ------------------- | ----------- | -------------------------- | ----------- |
| 1.          | Sylvain Moniquet    | Belgien     | Lotto Dstny                | 16 P.       |
| 2.          | Filippo Zana        | Italien     | Team Jayco AlUla           | 11 P.       |
| 3.          | Primož Roglič       | Slowenien   | Red Bull-Bora-Hansgrohe    | 10 P.       |
| 4.          | Luis Ángel Maté     | Spanien     | Euskaltel-Euskadi          | 9 P.        |
| 5.          | Bruno Armirail      | Frankreich  | Decathlon-AG2R La Mondiale | 7 P.        |
| 6.          | Lennert Van Eetvelt | Belgien     | Lotto Dstny                | 6 P.        |
| 7.          | João Almeida        | Portugal    | UAE Team Emirates          | 4 P.        |
| 8.          | Xabier Isasa        | Spanien     | Euskaltel-Euskadi          | 3 P.        |
| 9.          | Mikel Bizkarra      | Spanien     | Euskaltel-Euskadi          | 3 P.        |
| 10.         | Ibon Ruiz           | Spanien     | Equipo Kern Pharma         | 3 P.        |

| Nachwuchswertung | Nachwuchswertung    | Nachwuchswertung       | Nachwuchswertung           | Nachwuchswertung |
| Fahrer           | Fahrer              | Land                   | Team                       | Zeit             |
| ---------------- | ------------------- | ---------------------- | -------------------------- | ---------------- |
| 1.               | Antonio Tiberi      | Italien                | Bahrain Victorious         | 14 h 33 min 46 s |
| 2.               | Lennert Van Eetvelt | Belgien                | Lotto Dstny                | + 3 s            |
| 3.               | Mattias Skjelmose   | Dänemark               | Lidl-Trek                  | + 20 s           |
| 4.               | Matthew Riccitello  | Vereinigte Staaten     | Israel-Premier Tech        | + 26 s           |
| 5.               | Isaac Del Toro      | Mexiko                 | UAE Team Emirates          | + 48 s           |
| 6.               | Carlos Rodríguez    | Spanien                | Ineos Grenadiers           | + 52 s           |
| 7.               | Florian Lipowitz    | Deutschland            | Red Bull-Bora-Hansgrohe    | + 1 min 12 s     |
| 8.               | Cian Uijtdebroeks   | Belgien                | Team Visma \| Lease a Bike | + 1 min 38 s     |
| 9.               | Thymen Arensman     | Niederlande            | Ineos Grenadiers           | + 2 min 19 s     |
| 10.              | Max Poole           | Vereinigtes Königreich | Team dsm-firmenich PostNL  | + 3 min 35 s     |

| Mannschaftswertung | Mannschaftswertung         | Mannschaftswertung           | Mannschaftswertung |
| Team               | Team                       | Land                         | Zeit               |
| ------------------ | -------------------------- | ---------------------------- | ------------------ |
| 1.                 | UAE Team Emirates          | Vereinigte Arabische Emirate | 43 h 41 min 05 s   |
| 2.                 | Red Bull-Bora-Hansgrohe    | Deutschland                  | + 1 min 19 s       |
| 3.                 | Decathlon-AG2R La Mondiale | Frankreich                   | + 2 min 42 s       |
| 4.                 | Movistar Team              | Spanien                      | + 3 min 07 s       |
| 5.                 | Bahrain Victorious         | Bahrain                      | + 4 min 14 s       |
| 6.                 | Israel-Premier Tech        | Israel                       | + 4 min 36 s       |
| 7.                 | Ineos Grenadiers           | Vereinigtes Königreich       | + 5 min 22 s       |
| 8.                 | Groupama-FDJ               | Frankreich                   | + 7 min 42 s       |
| 9.                 | Team Visma \| Lease a Bike | Niederlande                  | + 9 min 10 s       |
| 10.                | Astana Qazaqstan Team      | Kasachstan                   | + 10 min 26 s      |